# Linkwood

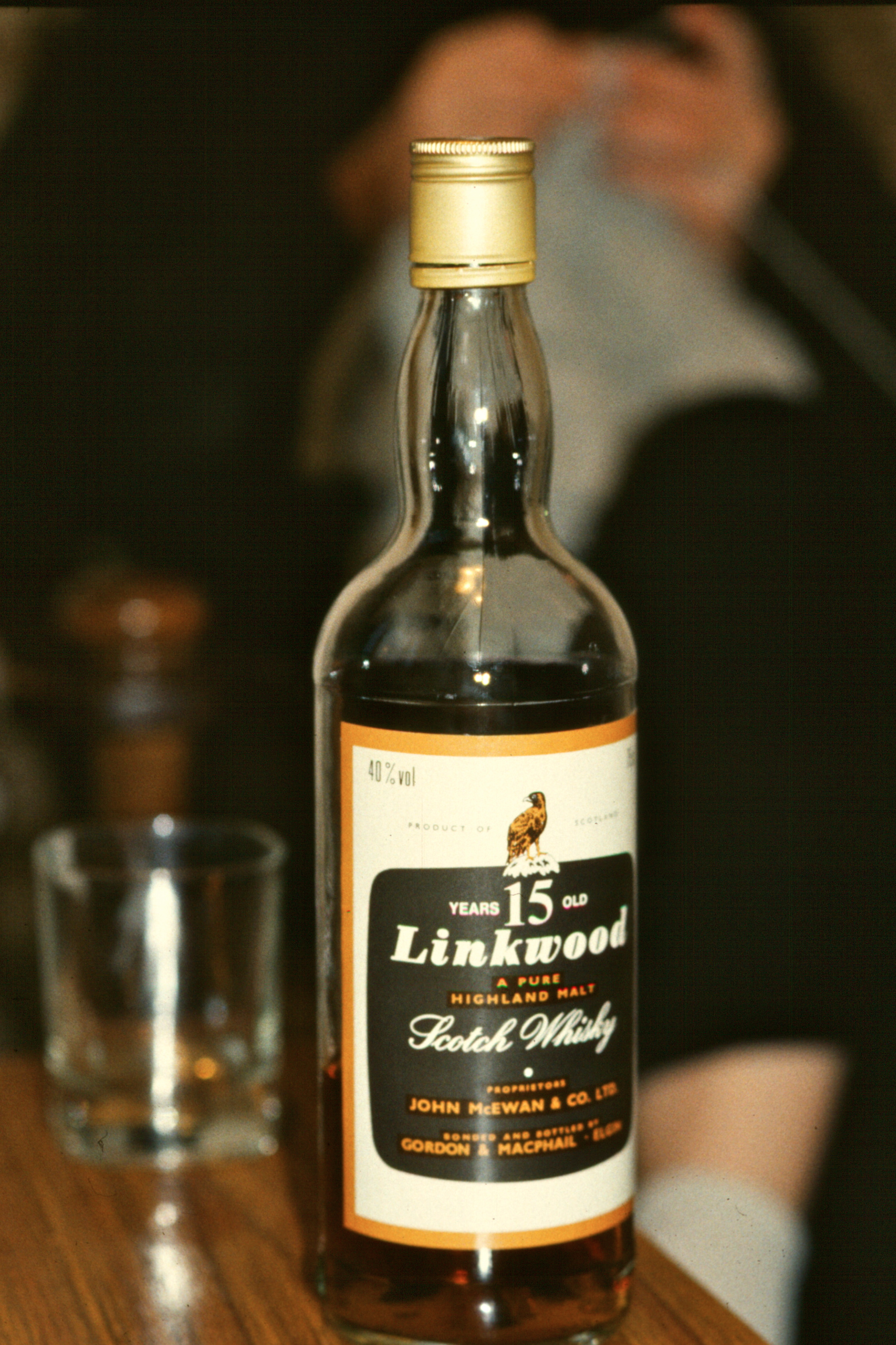

Linkwood je skotská palírna společnosti United Distillers nacházející se ve městě Elgin v hrabství Morayshire, jež vyrábí skotskou sladovou whisky.

## Historie
Palírna byla založena v roce 1824 Peterem Brownem a produkuje čistou sladovou whisky. Tato palírna má od roku 1971 šest kotlů. Ani palírna Linkwood se nevyhnula existenčním problémům a byla uzavřena v období druhé světové války a v rozmezí let 1985–1990. Produkuje whisky značky Linkwood, což je 12letá whisky s obsahem alkoholu 43 %. Většina produkce se používá do míchaných whisky White Horse, Haig, Bell's, Dimple. Tato whisky zanechává silný dojem na patře.